# Neil Diamond
Neil Leslie Diamond (New York, 24 gennaio 1941) è un cantautore e compositore statunitense.

## Biografia
Calda e possente voce, dotato di carisma scenico, fra gli anni sessanta e ottanta ha avuto grande seguito e un corrispondente successo di vendite, non disgiunto dall'apprezzamento artistico, testimoniato da diverse celebri cover dei suoi brani più famosi. Ha raggiunto la vetta delle classifiche pop diverse volte. Nel 1984 è stato incluso nella Songwriters Hall of Fame. Tra le sue canzoni più popolari: I'm a Believer e A Little Bit Me, a Little Bit You (scritte per The Monkees), Solitary Man, Girl, You'll Be a Woman Soon, I am I said, Cracklin' Rosie che nel 1970 arriva prima nella Billboard Hot 100 e in Norvegia per cinque settimane, seconda in Australia, terza nel Regno Unito, sesta in Austria e Olanda e settima in Germania, Song Sung Blue che arriva prima nella Billboard Hot 100 e in Svizzera, seconda in Norvegia, terza in Olanda e sesta in Germania, Sweet Caroline, Soolaimon, Holly Holy, Cherry, Cherry, Thank the Lord for the Night Time, Beautiful noise, I Got the Feelin', Canta libre, Red Red Wine (portata al successo anche dagli UB40), You Don't Bring Me Flowers (con Barbra Streisand), And the Grass Won't Pay No Mind (reinterpretata, tra gli altri, da Elvis Presley), Don't go there, Forgotten, Desirée, Love on the Rocks, Heartlight. In Italia ha avuto un successo notevole anche con il dolce e melodico brano September Morn (la cui musica è stata peraltro composta da Gilbert Bécaud), pubblicato all'interno dell'omonimo album nel dicembre 1979 sotto etichetta Columbia Records.Ha composto la colonna sonora per il film Il gabbiano Jonathan (Jonathan Livingston Seagull) del 1973, colonna sonora che ha ottenuto successo e incassi assai maggiori del film medesimo: molto poetico il brano Be che accompagna la pellicola . Nel 1994 ha duettato con Frank Sinatra in The House I Live In, nell'album Duets II. Nel 2011 è stato inserito nella Rock and Roll Hall of Fame. Il 23 gennaio 2018 ha annunciato il ritiro dal tour per il 50º anno di carriera, cancellando le date di Australia e Nuova Zelanda a causa della malattia di Parkinson.

## Vita privata
Dal 1963 al 1969 è stato sposato con Jayne Posner. Dal 1969 al 1995 ha vissuto con Marcia Murphey. Dal 2012 condivide la sua vita con Katie McNeil, di ventinove anni più giovane.
Il 22 gennaio 2018 ha annunciato di essere affetto dal morbo di Parkinson e ha cancellato il suo tour.

## Carriera cinematografica
Nel 1980 ha ottenuto il primo riconoscimento dei premi Razzie Awards quale peggiore attore dell'anno per la sua interpretazione ne La febbre del successo - Jazz Singer (The Jazz Singer). Anche in questo caso il successo della colonna sonora è però risultato enorme (dalla Enciclopedia del Rock del Gruppo Editoriale L'Espresso 2006). Nel 2001 è apparso nel ruolo di se stesso nel film (Saving Silverman) e nel 2006 nel film Al passo con gli Stein (Keeping Up with the Steins).

## Cover
- Nel 1967 Gianni Morandi ha portato al successo in Italia la sua canzone Solitary Man riscritta da Franco Migliacci con il titolo di Se perdo anche te, arrangiata da Ennio Morricone e contenuta nel 33 giri Gianni 4.
- Caterina Caselli nel 1967 ha portato al successo in Italia la sua canzone I'm a Believer con il titolo di Sono bugiarda.
- Sempre la Caselli inciderà nel 1971 la versione italiana di I am I said, intitolata La casa degli angeli.
- Sweet Caroline è diventata Ciao. Te ne vai, cover interpretata da Diego Peano nel 1969.
- Nel 1972 Johnny Dorelli e Catherine Spaak, nel corso del loro sodalizio artistico e sentimentale, incisero su 45 giri la versione italiana di Song Sung Blue mantenendo inalterato il titolo in lingua inglese.
- La sua Girl, You'll Be a Woman Soon venne reinterpretata dal gruppo Urge Overkill, versione presente nella colonna sonora del film Pulp Fiction di Quentin Tarantino.
- Sweet Caroline è interpretata da Noah Puckerman nella serie televisiva Glee.

## Discografia

### Album in studio
- 1966 - The Feel of Neil Diamond - (Bang)
- 1967 - Just for You - (Bang)
- 1968 - Velvet Gloves and Spit - (Uni)
- 1969 - Brother Love's Travelling Salvation Show - (Uni)
- 1969 - Touching You, Touching Me - (Uni)
- 1970 - Tap Root Manuscript - (Uni)
- 1971 - Stones - (Uni)
- 1972 - Moods - (Uni)
- 1973 - Jonathan Livingston Seagull - (Columbia)
- 1974 - Serenade - (Columbia)
- 1976 - Beautiful Noise - (Columbia)
- 1977 - I'm Glad You're Here with Me Tonight - (Columbia)
- 1978 - You Don't Bring Me Flowers - (Columbia)
- 1979 - September Morn - (Columbia)
- 1980 - The Jazz Singer - (Capitol)
- 1981 - On the Way to the Sky - (Columbia)
- 1982 - Heartlight - (Columbia)
- 1984 - Primitive - (Columbia)
- 1986 - Headed for the Future - (Columbia)
- 1988 - The Best Years of Our Lives - (Columbia)
- 1992 - Lovescape - (Columbia)
- 1993 - Up on the Roof: Songs from the Brill Building - (Columbia)
- 1994 - The Christmas Album, Volume II - (Columbia)
- 1996 - Tennessee Moon - (Columbia)
- 2001 - Three Chord Opera - (Columbia)
- 2005 - 12 Songs - (Columbia)
- 2008 - Home Before Dark - (Columbia)
- 2009 - A Cherry Cherry Christmas - (Columbia)
- 2010 - Dreams - (Columbia)

### Album live
- 1970 - Gold: Recorded Live at the Troubadour
- 1972 - Hot August Night
- 1977 - Love at the Greek
- 1987 - Hot August Night 2
- 1994 - Live in America
- 2003 - Stages: Performances 1970-2002)
- 2010 - Hot August Night/NYC

### Raccolte (parziale)
- 1968 - Neil Diamond's Greatest Hits
- 1970 - Shilo
- 1973 - Double Gold
- 1973 - Rainbow
- 1974 - His 12 Greatest Hits
- 1982 - 12 Greatest Hits Vol. II
- 1982 - Classics: The Early Years
- 1992 - The Greatest Hits: 1966-1992
- 2001 - The Essential Neil Diamond